# Гиндес, Евсей Яковлевич
Евсей Яковлевич Гиндес (1872, Киев, Российская империя — 5 сентября 1954, Баку) — русский и советский врач-педиатр, организатор здравоохранения, общественный и государственный деятель. Доктор медицинских наук (1941). Герой Труда (1938), заслуженный деятель науки Азербайджанской ССР (1928), заслуженный врач Азербайджанской ССР (1940).

## Биография
После окончания в 1897 году Киевского университета святого Владимира
работал в клинике профессора В. Чернова, с 1903 — заведовал детским инфекционным отделением Александровской больницы; одновременно проводил исследования в Киевском бактериологическом институте.

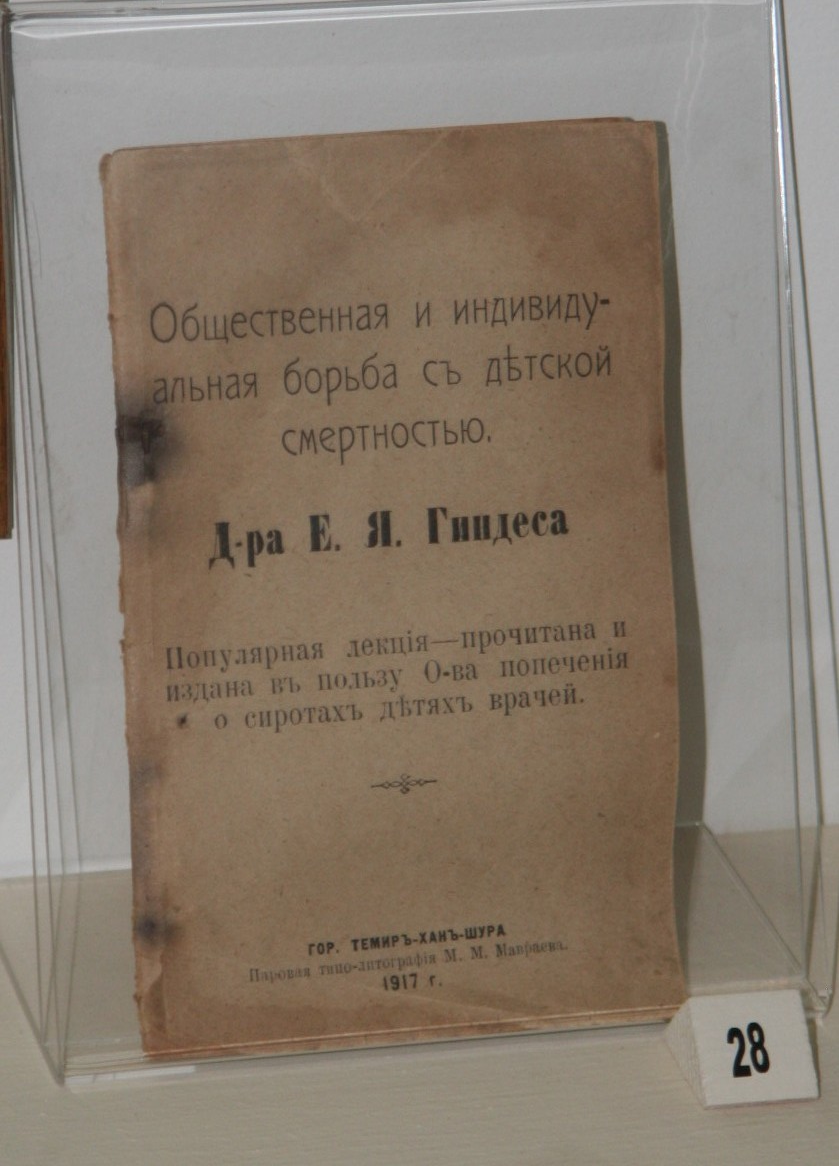
Экземпляр книги Гиндеса «Общественная и индивидуальная борьба с детской смертностью». Музей истории Азербайджана, Баку

В 1905 году Совет бакинских нефтепромышленников объявил всероссийский конкурс на заведование первой на Кавказе фабрично-заводской больницей и избрал на эту должность Гиндеса. Он возглавил Черногородскую больницу, при которой организовал молочную кухню (ежедневно поставляла диетические продукты во все педиатрические кабинеты городских бесплатных лечебных учреждений), курсы переподготовки врачей-педиатров (выдавал им брошюру «Спутник матери»). В 1907 году создал первые в городе ясли для детей из бедных семей, в 1911 — Бакинское отделение Всероссийской лиги борьбы с туберкулёзом, затем — Лигу охраны детства, ряд консультаций «Капля молока»; инициировал основание Товарищества борьбы с детской смертностью.
С 1913 года — заведующий общества «Детская больница». В тот же период организовал и возглавлял Бакинское общество детских врачей, с 1918 — детскую городскую больницу (в 1933—1945 — её главный врач) и Бюро помощи детям. Председатель бюро — Евсей Гиндес, заместитель — Лиза Мухтарова.
В период существования Азербайджанской Демократической Республики с 26 декабря 1918 по 14 марта 1919 г. был избран в состав правительства — министром здравоохранения, после установлением власти большевиков в Азербайджане Е. Гиндесу пришлось скрывать во избежание преследований и репрессий.
С 1919 года читал лекции в Бакинском университете, затем — в медицинском институте.

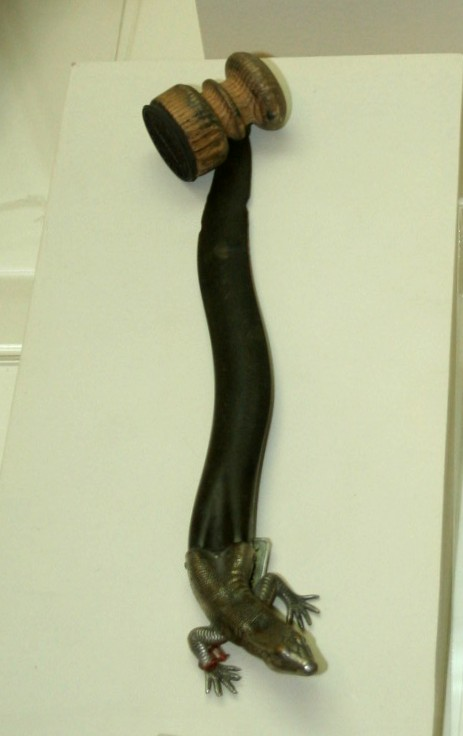
Печать и нож Гиндеса. Музей истории Азербайджана

С 1922 — главный врач детской больницы, построенной обществом «Детская больница», добился её реорганизации в Педиатрический институт, позже — в Институт материнства и детства, был руководителем этих учреждений до 1932 г.
С 1945 — заведующий клиникой детских болезней Института усовершенствования врачей. Впервые на Южном Кавказе основал, так называемые, детские летние колонии.
Предложил для профилактики детских расстройств пищеварения безмолочное питание, капельный метод питания при токсикозах; описал новые симптомы авитаминоза у детей; доказывал, что при терапии детей необходимо учитывать не только их физическое, но и психологическое состояние. Поднимал вопросы о несовершеннолетних преступниках и умственно отсталых детях, в частности, в работах «Пасынки школы», «Дефективные дети», «О детской преступности», «Детские капризы», которые были переизданы несколько раз.
В начале 1920-х годов — Председатель Комитета по несовершеннолетним преступникам Наркомпроса Азербайджана.
Принимал активное участие в ликвидации детской беспризорности, создал Дом открытых дверей для беспризорных детей.
Автор монографий «На рубеже медицины и школы» (1936), «Аномалии поведения у детей (капризы)».